# Виктор Иванов (актьор)
Виктор Иванов е български актьор и режисьор на дублажи. Занимава се активно с озвучаване, както и с режисура на дублажи на филми и сериали.

## Биография
Роден е на 21 октомври 1991 г. в град София. В ранните си години е учил в актьорската школа към Младежки театър с ръководител Малин Кръстев. Завършва 38 ОУ „Васил Априлов“, а после и НАТФИЗ „Кръстю Сарафов“ със специалност „Актьорско майсторство за драматичен театър“ в класа на проф. Атанас Атанасов през 2015 г.
Участва в спектаклите „Не падай духом“ от Станислав Стратиев с режисьор Мартин Каров, „Под купола небесен“ по Уилям Шекспир с режисьор Тодор Димитров, „Ние“ на Атанас Атанасов с асистент Петя Диманова, „Еснафска сватба“ от Бертолт Брехт, „Сирано дьо Бержерак“ от Едмон Ростан и „Островът на съкровищата“ на Робърт Луис Стивънсън с режисьор Анастасия Събева.

## Участия в театъра
Театър НАТФИЗ
- 2014 – „Еснафска сватба“ от Бертолт Брехт – режисьор Антон Угринов[2][3]
- 2014 – „Под купола небесен“ от Уилям Шекспир – превод Валери Петров, режисьор Тодор Димитров[4][5]
- 2014 – „Не падай духом!“ от Станислав Стратиев – постановка Мартин Каров[6][7][8]
- 2015 – „Ние!“ – постановка Атанас Атанасов[9][10]

Драматичен театър „Сава Огнянов“, гр. Русе
- 2015 – „Сирано дьо Бержерак“ от Едмон Ростан – режисьор Бина Харалампиева[11]

## Кариера в дублажа
Иванов се занимава и с озвучаване на филми и сериали от 2017 г. Работи за „Про Филмс“, „Андарта Студио“, „Саунд Сити Студио“, „БНТ“, студио VMS, „Диема Вижън“ и „Александра Аудио“. Също така е режисьор на дублажи на анимационни сериали и филми в студио „Про Филмс“.
Сред известните му роли в нахсинхронния дублаж са на мъжката вода Лей в „Стихии“, Лукас в „Мавка: Горска песен“, костенурката Рафаело в „Костенурките нинджа: Пълен хаос“ и други.
Анимационни сериали
- „OK, Кей О! Да бъдем герои!“ – Ник Армейски, Джеф, Биг Бул и Нийл
- „Lego Dreamzzz“ – Логан/Царят на кошмарите, 2023
- „Бакуган: Бойци в действие“, 2021[12][13]
- „Безкрайният влак“ – Саймън, 2022
- „Виктор и Валентино“ – Виктор Калаверо, 2019
- „Монки Кид“ – Ем Ка, 2022
- „Нинджаго“ – Кай (от седми сезон)
- „Семейство Касагранде“ – Други гласове, 2020
- „Смърфовете“ – Други гласове, 2021
- „Томас и приятели - с пълна пара напред!“ – Федерико, 2022
- „Юникити!“ – Брок, 2018

Игрални сериали
- „4400“, 2022
- „Бардо“, 2023
- „Богатите също плачат“ (дублаж на Саунд Сити Студио), 2023
- „Д-р Смърт“ – Кристофър Дънч (Джошуа Джаксън), 2023
- „Добрият доктор“ (трети сезон, дублаж на Андарта Студио), 2023
- „Дневниците на вампира“ (дублаж на Андарта Студио), 2023
- „Истински лъжи“, 2023
- „Истинските Шумникови“ – Г-н Болхофнър,[14] Доктор,[15] Ейджей, Марти и Рикшоу, 2023
- „Красива лъжа“, 2025
- „Трима братя, три сестри“ (втори сезон, дублаж на Саунд Сити Студио), 2023
- „Шпиони“ – Шон, 2021

Анимационни филми
- „Белият зъб“ – Други гласове, 2019[16]
- „Гномчета вкъщи“ – Други гласове, 2018
- „Горските мечоци: Завръщане на Земята“ – Други гласове, 2023[17]
- „Елфи в кухнята: Печено-сторено“, 2022
- „Играта на играчките: Пътешествието“ – Бащата на Бони, 2019[18]
- „Капитан Шарки“, 2018[19]
- „Костенурките нинджа: Пълен хаос“ – Рафаело, 2023
- „Лео да Винчи: Мисия Мона Лиза“ – Други гласове, 2020
- „Лодките“, 2019[20][21]
- „Луис и извънземните“ – Уабо, 2018[22]
- „Мавка: Горска песен“ – Лукас, 2023[23]
- „Мармадюк“ – Други гласове, 2022
- „Моята непослушна фея“ – Други гласове, 2023
- „Надалеч полети“, 2019[24][25]
- „Ой, къде изчезна Ной! 2“ – Други гласове, 2022
- „Оглитата: Добре дошли в Смърделград“ – Други гласове, 2022
- „Приключението на мумиите“ – Дани, 2023[26]
- „Руби Гилман: Тийн кракен“ – Конър, 2023
- „Снежната кралица 4: Огледалното кралство“ – Други гласове, 2019[27]
- „Стихии“ – Лей, 2023[28][29]
- „Чаровният принц“ – Други гласове, 2018[30]
- „Червената обувчица и седемте джуджета“ – Други гласове, 2020[31]
- „Щъркелчето Ричард“, 2017

Игрални филми
- „Алвин и чипоносковците“ (дублаж на Про Филмс), 2022
- „Алвин и чипоносковците 2“ (дублаж на Про Филмс), 2022
- „Алвин и чипоносковците 3: Чипо-Крушение“ (дублаж на Про Филмс), 2022
- „Алвин и чипоносковците: Голямото чипоключение“ (дублаж на Про Филмс), 2022
- „Аполо 13“, 2022
- „Годзила“ (дублаж на Про Филмс), 2021
- „Гордост и предразсъдъци по Коледа“, 2021
- „Коледа с Шумникови“ – Бил, 2022
- „Лански“, 2023
- „Фантастични животни и къде да ги намерим“, 2024

### Режисьор на дублажи
- „OK, Кей О! Да бъдем герои!“, 2017
- „АЛВИННН! и катеричоците“, 2019
- „Виктор и Валентино“, 2019
- „Нинджаго“, 2019
- „Чудовищен плаж“, 2021

## Филмография
1. „Любов“ (2016)
2. „All Inclusive“ (2020) – Чомпи